# (12376) Cochabamba
(12376) Cochabamba est un astéroïde de la ceinture principale.

## Description
(12376) Cochabamba est un astéroïde de la ceinture principale. Il fut découvert le 8 juillet 1994 à Caussols par Eric Walter Elst. Il présente une orbite caractérisée par un demi-grand axe de 2,57 UA, une excentricité de 0,24 et une inclinaison de 6,6° par rapport à l'écliptique.

## Compléments